# عمارة ساسانية
تشير العمارة الساسانية إلى النمط المعماري الفارسي الذي بلغ ذروة تطوره خلال العصر الساساني. من نواح عديدة، شهدت فترة الإمبراطورية الساسانية (224-651 م) أرفع إنجاز للحضارة الإيرانية، وشكلت آخر إمبراطورية فارسية قبل الفتح الإسلامي. تُبني جزء من العمارة الساسانية في الواقع من قبل المسلمين وأصبح جزءًا من العمارة الإسلامية.
نشأت السلالة الساسانية في مقاطعة فارس مثل الإمبراطورية الأخمينية. رأوا أنفسهم كخلفاء للأخمينيين، بعد الفترة الفاصلة للسلالتين الهلنستية والبارثية، واعتبروا ذلك دورهم في استعادة عظمة بلاد فارس.

## أصلها

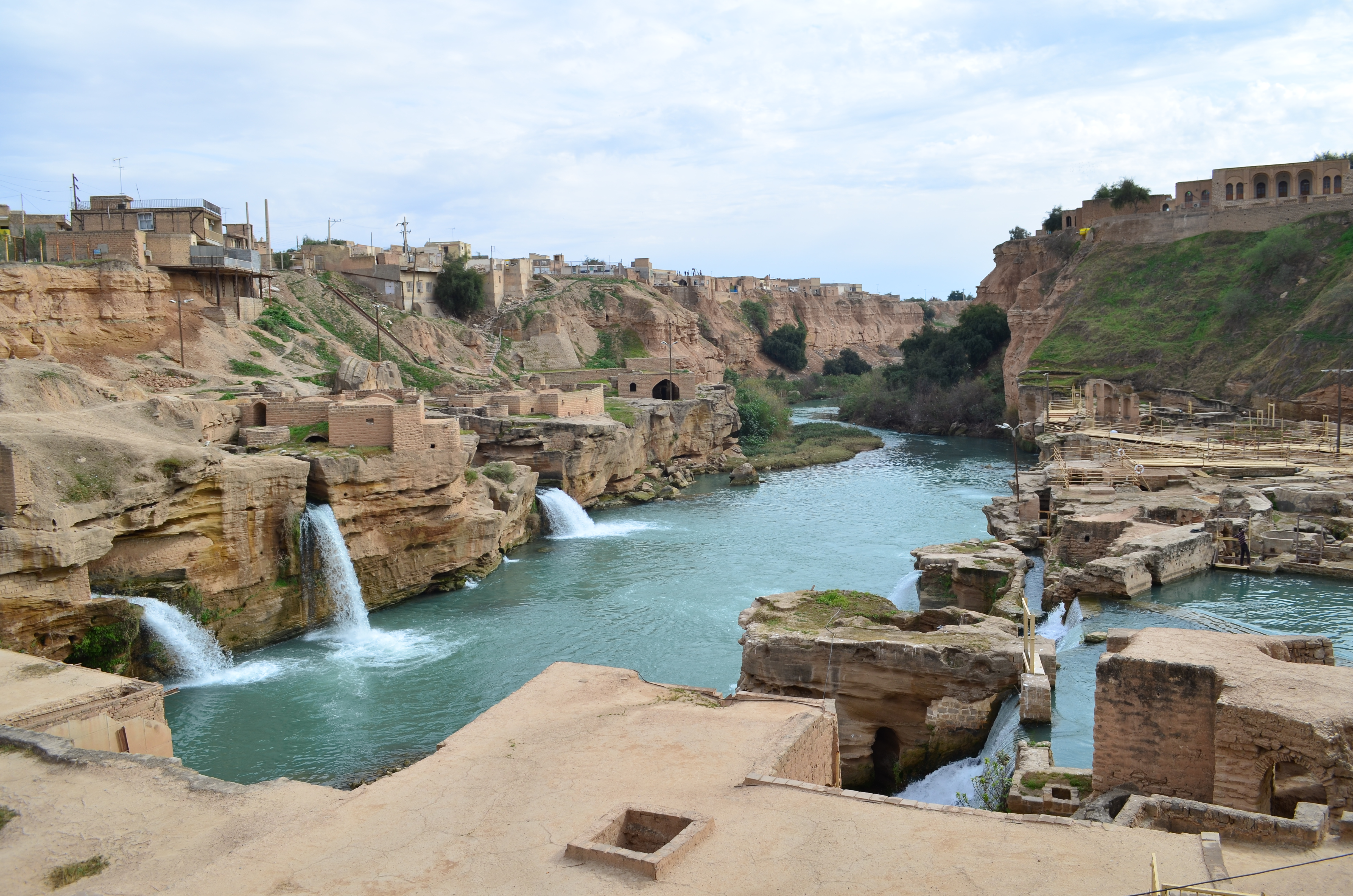
النظام الهيدروليكي الهستيري لشوستر

في إحياء أمجاد الماضي الأخميني، لم يكن الساسانيون مجرد مقلدين. يكشف فن هذه الفترة عن خصوبة مذهلة. احتوت في بعض الجوانب ملامح تطورت لاحقًا خلال الفترة الإسلامية. فتح غزو إسكندر الثاني لبلاد فارس الباب لانتشار الفن الهلنستي في غرب آسيا؛ ومع أن الشرق قبل الشكل الخارجي لهذا الفن، فإنه لم يستوعب روحه أبدًا. فُسّر الفن الهلنستي بالسابق في الفترة البارثية بحرية من قبل شعوب الشرق الأدنى، وطيلة الفترة الساسانية كانت هناك عملية رد فعل مستمرة ضد هذا التفسير الحر. أعاد الفن الساساني إحياء الأشكال والتقاليد الأصلية لبلاد فارس؛ ووصلت هذه في العصر الإسلامي إلى شواطئ البحر الأبيض المتوسط.

## القصور
إن الفخامة التي عاشها الملوك الساسانيون تمثلت بشكل جيد من خلال قصورهم الباقية، مثل تلك الموجودة في فيروز اباد وبيشابور في فارس، وقطسيفون عاصمة الساسانيين والفرثيين الموجودة في العراق الحديث. بالإضافة إلى التقاليد المحلية، كان للعمارة البارثية الفضل في العديد من الخصائص المعمارية الساسانية. برزت جميعها بالإيوانات المسقوفة الذي قدّمت في الفترة البارثية، لكنها وصلت الآن إلى نسب ضخمة، خاصةً في قطسيفون. يمتد قوس القاعة الكبيرة المقببة في قطسيفون المنسوبة إلى عهد شابور الأول (241-272) على أكثر من 80 قدمًا، ويصل ارتفاعه إلى 118 قدمًا من الأرض. أبهر هذا الهيكل الرائع المهندسين المعماريين في القرون التي تلت ذلك واعُتبر دائمًا أحد أهم أجزاء العمارة الفارسية. تحتوي العديد من القصور على قاعة جمهور داخلية تتكون من غرفة تعلوها قبة، كما هو الحال في فيروز آباد. قام الفرس بحل مشكلة بناء قبة دائرية على مبنى مربع بواسطة حاملة القبة، وهو قوس مبني عبر كل ركن من أركان المربع، وبالتالي يحوله إلى مثمن يسهل وضع القبة عليه. غرفة القبة في قصر فيروز آباد هي أول مثال باقي لاستخدام حاملة القبة وبالتالي هناك سبب وجيه لاعتبار بلاد فارس كموقع اختراعها.
لم تعد القصور الساسانية الأولى موجودة. قام أرداشير الأول، وشابور الأول، وخلفاؤهم المباشرين، ببناء مساكن لأنفسهم تجاوز حجم وثراء المباني التي قنع بها البارثيين، وكذلك لأسلافهم ملوك بلاد فارس التابعين لبارثيا. اختفت هذه المساكن بالكامل تقريبًا.

## أوصافها
أقدم المباني الساسانية التي اُعترف بقياسها ووصفها تعود للقرن ما بين 350 و450 م؛ وبالتالي نحن غير قادرين على تتبع الخطوات الدقيقة التي طُور بها الأسلوب الساساني تدريجيًا. أتينا إليه بعدما تجاوز مرحلة البداية، عندما اكتسب طابع مميز ومحدد، ولم يعد مترددًا أو متعثرًا، إنما يعرف ما يريد، ويذهب مباشرة إلى هدفه. ميزاته الرئيسية بسيطة، وموحدة من البداية إلى النهاية، والمباني اللاحقة مجرد توسيعات لما سبقها، عن طريق إضافة إلى عدد الشقق أو حجمها. الخصائص الرئيسية للنمط هي، أولًا، أن مخطط المبنى بأكمله مربع مستطيل، بدون ملحقات أو إسقاطات؛ ثانيًا، المدخل الرئيسي من خلال شرفة بازرة مقببة أو من خلال ممر بعرض كامل الشقة؛ ثالثًا، يحتوي المبنى إلى جانب هذه القاعات المستطيلة على شقق مربعة، مقببة بقباب، دائرية في قاعدتها، وبيضاوية الشكل في مقطعها، وتستند على زوايا ذات طبيعة استثنائية؛ رابعًا، الشقق عديدة ومزودة بحمام داخلي، تفتح بعضها على بعض دون تدخل الممرات؛ خامسًا، أن القصر يضم فناء كما جرت العادة، يقع في الجزء الخلفي من المبنى، مع شقق تفتح عليه.
تتنوع النسب للمربع المستطيل. قد يكون العمق أكثر بقليل من العرض، أو قد يكون ضعف ذلك تقريبًا. في كلتا الحالتين، تأخذ الواجهة الأمامية أحد الجوانب أو النهايات الأقصر للمبنى. في بعض الأحيان يُخترق الجدار الخارجي بمدخل واحد فقط؛ ولكن، بشكل أكثر شيوعًا، يضاعَف المدخل إلى ما يتجاوز الحد الملاحظ عادةً في المباني الحديثة. المدخل الكبير يتوسط الواجهة الأمامية بالضبط. عادة ما يكون المدخل، كما لوحظ، مشترك من خلال قوس بارز والذي (إذا وضعنا القباب جانبًا) يكون تقريبًا بارتفاع كامل للمبنى، ويشكل أحد أكثر معالمه المدهشة. من الخارج ننظر كما لو نظرنا في قلب المبنى مباشرة، على سبيل المثال على عمق 115 قدمًا، وهي مسافة مساوية لطول كنيسة هنري السابع في وستمنستر. مداخل مماثلة شائعة في مساجد أرمينيا وبلاد فارس وقصورها. في المساجد «البوابات البارزة والمتراجعة بعمق»، «منقطعة النظير في العظمة والملاءمة» هي القاعدة بدلًا من الاستثناء. في القصور، تعد «غرف العرش» مجرد تجاويف عميقة، مقببة أو مدعومة بأعمدة، وتفتح في أحد النهايات للعرض والارتفاع الكامل للشقة.

### الأقواس
يختلف ارتفاع القوس في المباني الساسانية من حوالي خمسين إلى خمسة وثمانين قدمًا؛ وبدون زخرفة بشكل عام؛ يستثنى من ذلك حالة واحدة حين تلتف أقواس صغيرة حول القوس الكبير، والتي لها تأثير مرضي. الشقق المقببة عبارة عن مربعات من خمسة وعشرين إلى أربعين قدمًا أو أكثر بقليل. القباب دائرية في قاعدتها؛ لكن مقطع لها يظهر نصف شكل بيضاوي، بأقطاره الأطول والأقصر متناسبة كثلاثة إلى اثنين. الارتفاع عن مستوى الأرض ليس أعلى من سبعين قدمًا بكثير. للمبنى الواحد قبتان أو ثلاث، إما من نفس الحجم، أو بأبعاد مختلفة في بعض الأحيان.

### تأثيرها
أعاد الفن الساساني الأشكال والتقاليد الأصلية لبلاد فارس؛ وفي العصر الإسلامي وصلت إلى شواطئ البحر الأبيض المتوسط. وصل تأثير العمارة الساسانية إلى ما وراء حدودها، وكان لها تأثير مميز على العمارة البيزنطية والعمارة الإسلامية. العمارة الإسلامية في الواقع اقترضت بشدة من العمارة الفارسية. بغداد، على سبيل المثال، استندت إلى سوابق فارسية مثل فيروز آباد في بلاد فارس. في الواقع، من المعروف الآن أن المصممين اللذين وظفا من قبل المنصور لتخطيط تصميم المدينة هما نوبخت، فارسي زرادشتي، وماشالا، يهودي سابق من خراسان، إيران.
مثال آخر هو المسجد الكبير في سامراء، حيث كان الصرح الحلزوني مبنيًا على العمارة الفارسية، مثل البرج اللولبي في وسط فيروز آباد، عاصمة ساسانية سابقة.
في أفغانستان في باميان آثار تظهر التأثير الكبير للفن والعمارة الإيرانية (خاصة من العصر الساساني) من القرن الرابع إلى القرن الثامن. اللوحات الجدارية والبوذية الضخمة تزين أديرة باميان، تكشف عن مزيج من عناصر ساسانية-إيرانية وبوذية-يونانية.

## معرض صور

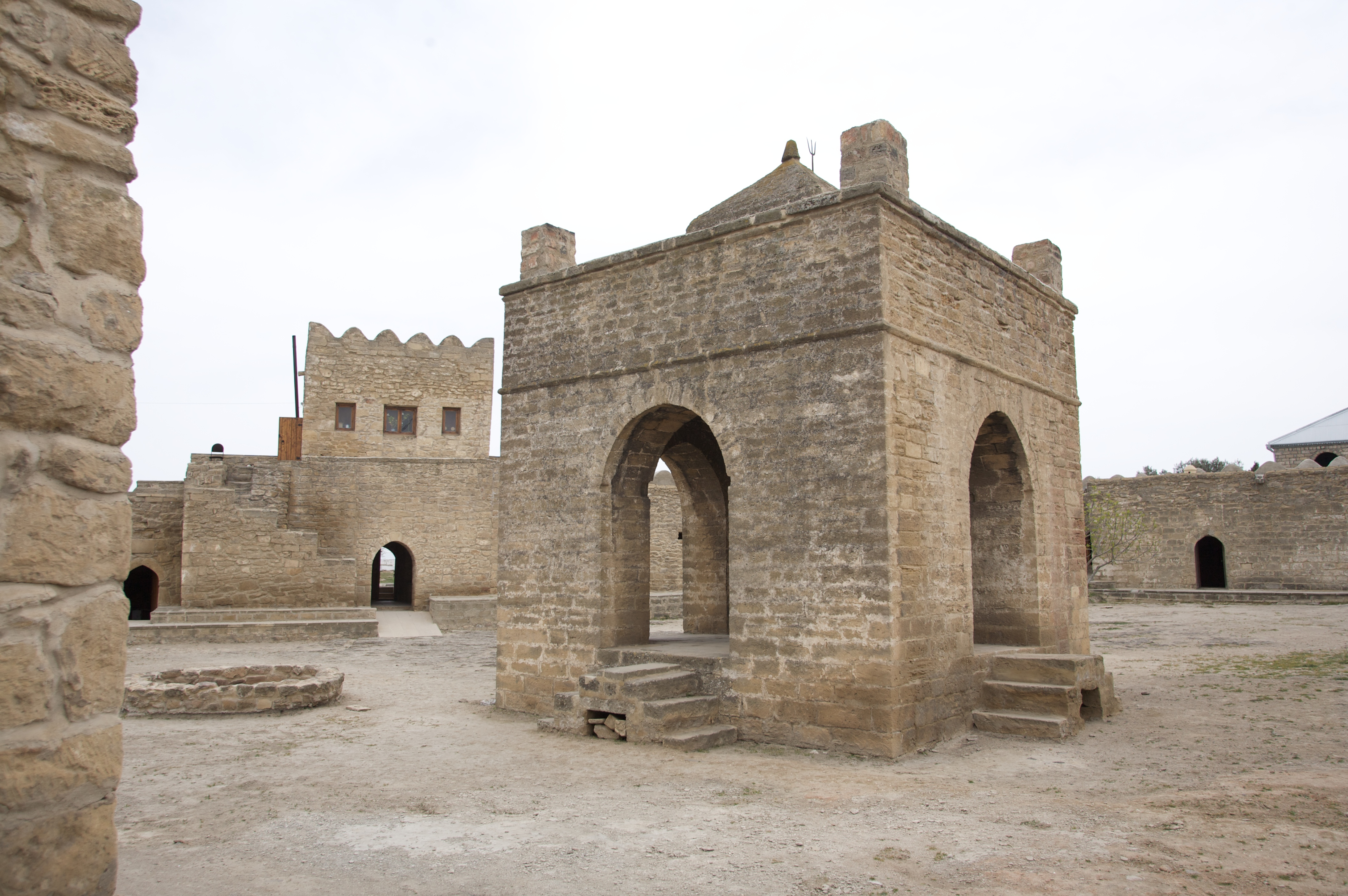
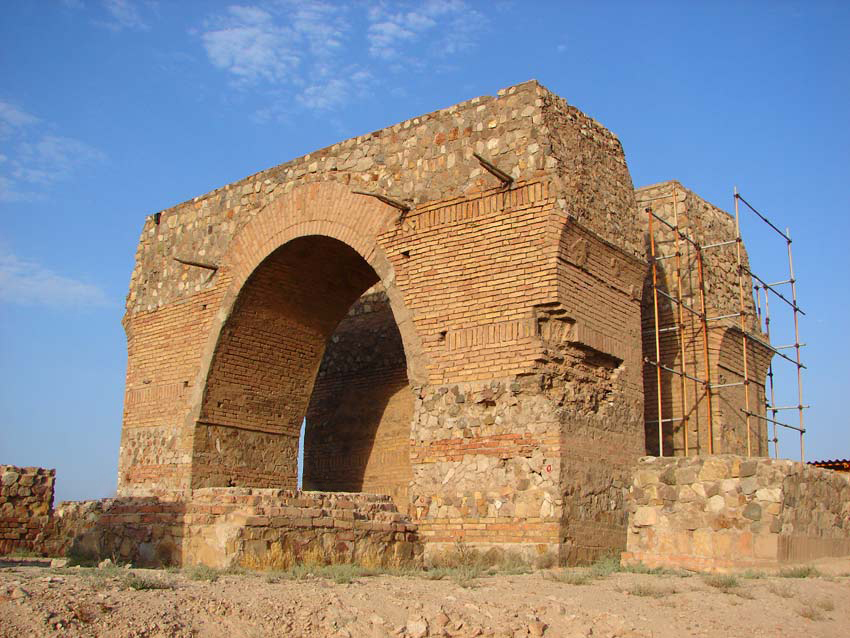
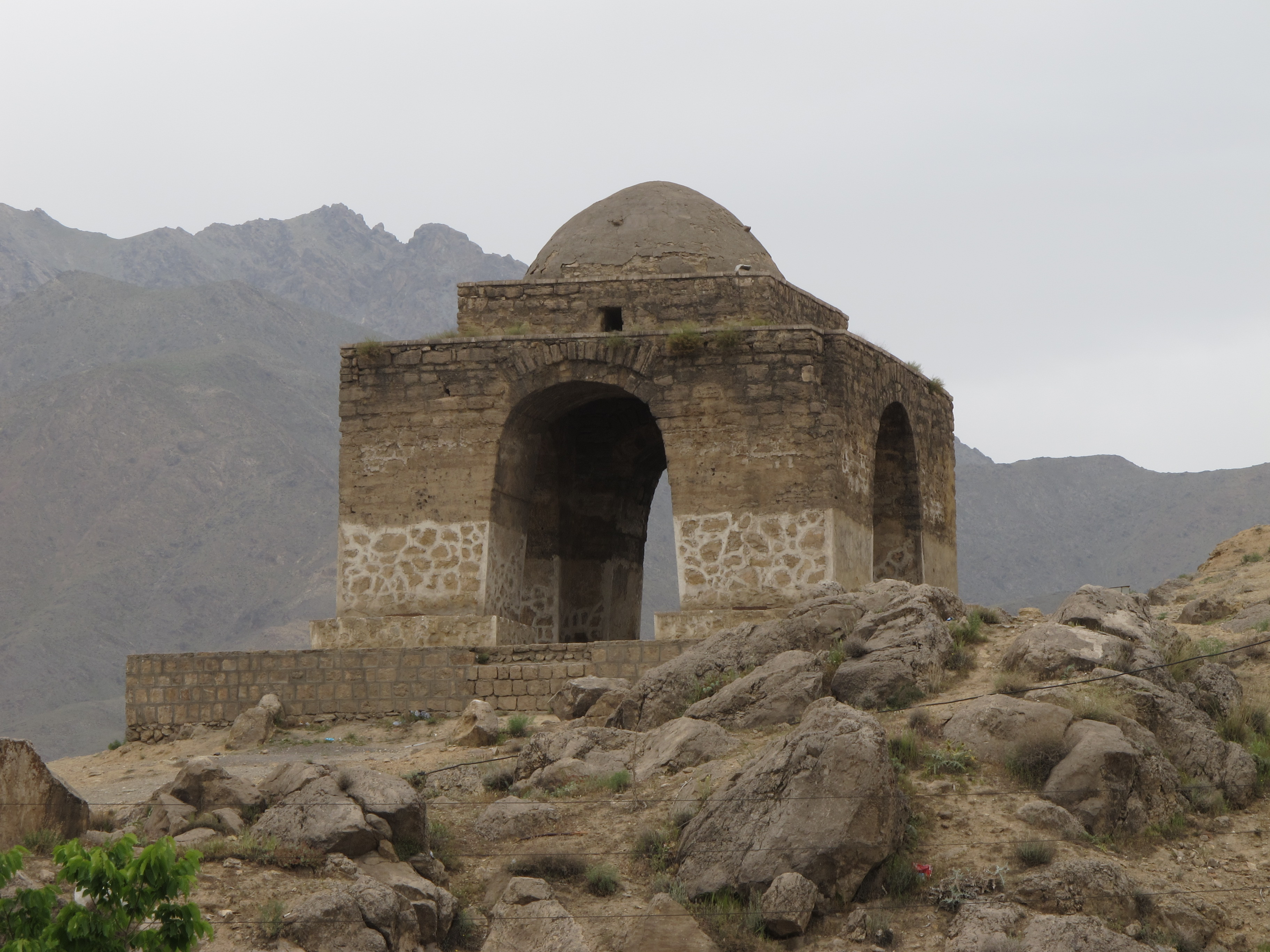